# Baker-Gletscher (Antarktika)
Der Baker-Gletscher ist ein Gletscher im ostantarktischen Viktorialand. In den Victory Mountains fließt er zum Whitehall-Gletscher, den er unmittelbar nördlich des Martin Hill erreicht.
Der United States Geological Survey kartierte ihn anhand eigener Vermessungen und Luftaufnahmen der United States Navy zwischen 1960 und 1962. Das Advisory Committee on Antarctic Names benannte ihn nach dem US-amerikanischen Biologen John R. Baker von der Iowa State University, der in den antarktischen Sommermonaten zwischen 1967 und 1968 sowie zwischen 1968 und 1969 auf der Hallett-Station tätig war.